# Tùng Hóa
Tùng Hóa (tiếng Trung: 从化区, Hán Việt: Tùng Hóa khu) là một quận của thành phố cấp phó tỉnh Quảng Châu (广州市), tỉnh Quảng Đông, Cộng hòa Nhân dân Trung Hoa. Quận này nằm ở đồng bằng Châu Giang, có cảnh núi non, sông suối. Tùng Hóa nguyên là Tăng Thành

## Đơn vị hành chính
Tùng Hóa có các đơn vị hành chính:
- Nhai: Nhai Khẩu (街口街), Thành Giao (城郊街), Giang Phố (江埔街)
- Trấn: Ông Tuyền (温泉镇), Lương Khẩu (良口镇), Lữ Điền (吕田镇), Thái Bình (太平镇), Trạch Đầu (鳌头镇)